# متیو والبوئنا
متیو والبوئنا (فرانسوی: Mathieu Valbuena‎؛ زادهٔ ۲۸ سپتامبر ۱۹۸۴) بازیکن فوتبال اهل فرانسه است.
وی سابقه ۵۲ بازی و ۸ گل ملی برای تیم ملی فوتبال فرانسه در کارنامه دارد.